# Jodi Picoult

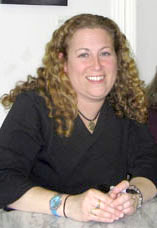
Jodi Picoult (2007)

Jodi Lynn Picoult [ˈdʒoʊdi ˈpiːkoʊ] (* 19. Mai 1967 in Nesconset auf Long Island, New York) ist eine US-amerikanische Schriftstellerin. Picoult ist eine Bestsellerautorin und hat über 25 Unterhaltungsromane sowie Jugendliteratur verfasst. 2007 war sie auch Autorin der Wonder Woman Comics.

## Leben
Picoult wuchs auf Long Island im US-Bundesstaat New York auf. Sie studierte Creative Writing an der Princeton University und machte 1987 ihren Abschluss. An der Harvard University erwarb sie einen Mastergrad in Pädagogik.
Jodi Picoult setzt sich auch für verschiedene karitative Initiativen ein, unter anderem ist sie im Advisory Board für Vida: Women in Literary Arts, einer Organisation, die sich für die Belange von bislang marginalisierten Gruppen im Literaturbetrieb einsetzt, wie etwa People of Color, Autoren mit Behinderungen oder queere, trans oder nicht genderkonforme Autoren.

## Schaffen
Picoults erstes Buch, Songs of the Humpback Whale, erschien 1992. Seitdem hat sie über 25 Romane verfasst, die meist um ein ethisches Problem kreisen, z. B. Designer Babys, Kindesmissbrauch oder die Todesstrafe. So ist Nineteen Minutes ein Roman von 2007 über die minutiöse Spurensuche nach den Ursachen eines Schüler-Amoklaufs in einer fiktiven Kleinstadt. Das Buch setzte sich auf Anhieb auf Platz eins der Bestsellerliste der New York Times (The New York Times Best Seller list) und blieb dort wochenlang. Auch ihr folgendes Buch, Change Of Heart, das im März 2008 erschien, erreichte aus dem Stand die Spitzenreiterposition.
2003 erhielt Picoult den „New England Bookseller Award“ in der Sparte Belletristik.
Mit In den Augen der anderen gewann sie 2011 den LovelyBooks Leserpreis in der Kategorie Hörbuch.
Picoult hat neben Romanen für Erwachsene auch Jugendbücher verfasst. 2007 war sie Autorin der DC-Comics-Serie Wonder Woman.

## Werke

### Romane
- Songs of the Humpback Whale. Atria Books, New York 1992.
- Harvesting the Heart. Viking, New York 1993 (deutsch Und dennoch ist es Liebe. Übersetzt von Rainer Schumacher. Bastei Lübbe, Köln 2013).
- Picture Perfect. Putnam, New York 1995 (deutsch Auf den zweiten Blick. Übersetzt von Christoph Göhler. Blanvalet, München 1996).
- Mercy. Putnam, New York 1996 (deutsch In einer regnerischen Nacht. Übersetzt von Christoph Göhler. Goldmann, München 1999).
- The Pact. William Morrow & Co., New York 1998 (deutsch Bis ans Ende aller Tage. Übersetzt von Cécile G. Lecaux. Bastei Lübbe, Bergisch Gladbach 2000).
- Keeping Faith. William Morrow & Co., New York 1999 (deutsch Die Wahrheit der letzten Stunde. Übersetzt von Cécile G. Lecaux. Bastei Lübbe, Bergisch Gladbach 2001).
- Plain Truth. Pocket Books, New York 1999 (deutsch Die einzige Wahrheit. Übersetzt von Ulrike Wasel und Klaus Timmermann. Kabel, München 2001).
- Salem Falls. Pocket Books, New York 2001 (deutsch Die Hexen von Salem Falls. Übersetzt von Ulrike Wasel und Klaus Timmermann. Kabel, München 2002).
- Perfect Match. Pocket Books, New York 2002 (deutsch Die Macht des Zweifels. Übersetzt von Ulrike Wasel und Klaus Timmermann. Piper, München/Zürich 2004).
- Second Glance. Atria Books, 2003 (deutsch Zeit der Gespenster. Übersetzt von Ulrike Wasel und Klaus Timmermann. Piper, München/Zürich 2010).
- My Sister's Keeper. Atria Books, New York 2003 (deutsch Beim Leben meiner Schwester. Übersetzt von Ulrike Wasel und Klaus Timmermann. Piper, München/Zürich 2005).
- Vanishing Acts. Atria Books, New York 2005 (deutsch Die Wahrheit meines Vaters. Übersetzt von Ulrike Wasel und Klaus Timmermann. Piper, München/Zürich 2007).
- The Tenth Circle. Atria Books, New  York 2006 (deutsch Schuldig. Übersetzt von Ulrike Wasel und Klaus Timmermann. Piper, München/Zürich 2011).
- Nineteen Minutes. Atria Books, New  York 2007 (deutsch 19 Minuten. Übersetzt von Ulrike Wasel und Klaus Timmermann. Piper, München/Zürich 2008).
- Change of Heart. Atria Books, New York 2007 (deutsch Das Herz ihrer Tochter. Übersetzt von Ulrike Wasel und Klaus Timmermann. Piper, München/Zürich 2009).
- Handle with Care. Atria Books, New York 2009 (deutsch Zerbrechlich. Übersetzt von Rainer Schumacher. Bastei Lübbe, Köln 2010).
- House Rules. Atria Books, New York 2010 (deutsch In den Augen der anderen. Übersetzt von  Rainer Schumacher. Bastei Lübbe, Köln 2011, ISBN 978-3-431-03841-5).
- Sing you Home. Atria Books, New York 2011 (deutsch Ein Lied für meine Tochter. Übersetzt von Rainer Schumacher. Lübbe Ehrenwirth, Köln 2012, ISBN 978-3-431-03857-6).
- Lone Wolf. Atria Books, New York 2012 (deutsch Solange du bei uns bist. Übersetzt von Rainer Schumacher. Bastei Lübbe, Köln 2014).
- The Storyteller. Atria Books, New York 2013 (deutsch Bis ans Ende der Geschichte. Übersetzt von Elfriede Peschel. C. Bertelsmann 2015, ISBN 978-3-57010-217-6).
- Leaving Time. Ballantine Books, New York 2014 (deutsch Die Spuren meiner Mutter. Übersetzt von Elfriede Peschel. C. Bertelsmann 2016, ISBN 978-3-570-10236-7).
- Small Great Things. Ballantine Books, New York 2016 (deutsch Kleine große Schritte. Übersetzt von Elfriede Peschel. Penguin, München 2018, ISBN 978-3-328-10260-1).
- A Spark of Light. Ballantine Books, New York 2018 (deutsch Der Funke des Lebens. Übersetzt von Elfriede Peschel. Penguin, München 2022, ISBN 978-3-328-10783-5).
- The Book of Two Ways. Ballantine Books, New York, 2020. (deutsch Umwege des Lebens. Übersetzt von Elfriede Peschel. C. Bertelsmann, München 2021, ISBN 978-3-570-10415-6).
- Wish You Were Here. Ballantine Books, New York, 2021. (deutsch Ich wünschte, du wärst hier. Übersetzt von Elfriede Peschel. C. Bertelsmann, München 2022, ISBN 978-3-570-10416-3).

### Jugendbücher
- Mit Samantha van Leer: Between the Lines. Emily Bestler Books/Simon Pulse, New York 2012 (deutsch Mein Herz zwischen den Zeilen. Übersetzt von Christa Prummer-Lehmair und Katharina Förs. Boje, 2013, ISBN 978-3-41482-365-6).
- Mit Samantha van Leer: Off the Page. Ember, New York 2015.

### Musicals
- Mit Jake van Leer: Over the Moon. Simon Pulse, New York 2011.

### Comics
- Wonder Woman (Band 3 #6-10) (Mai 2007–August 2007)
- Wonder Woman: Love and Murder (2007) (Hardcover von Wonder Woman #6-10)

## Verfilmungen der Romane
- The Pact (2002)
- Plain Truth (2004)
- The Tenth Circle (2008)
- My Sister's Keeper (2009) (Spielfilm)
- Salem Falls (2011)
- Keeping Faith (Fernsehserie)